# 1990年女子バスケットボール世界選手権
1990年女子バスケットボール世界選手権は、1990年にマレーシアで行われた第11回女子バスケットボール世界選手権。アジアでの開催は1979年の韓国大会以来3大会振り2度目。
決勝戦でアメリカがユーゴスラビアを破り、2連覇で5回目の優勝を達成した。ソ連は翌1991年に崩壊したため結果的に最後の国際大会となった。開催国マレーシアは最下位に終わった。

## 最終結果
| 1990年世界選手権 優勝国:      |
| ----------------------------- |
| アメリカ合衆国 2大会連続5回目 |

| 順位 | 国               | 勝敗 |
| ---- | ---------------- | ---- |
| 1    | アメリカ合衆国   | 8-0  |
| 2    | ユーゴスラビア   | 7-1  |
| 3    | キューバ         | 5-3  |
| 4    | チェコスロバキア | 4-4  |
| 5    | ソビエト連邦     | 6-2  |
| 6    | オーストラリア   | 3-5  |
| 7    | カナダ           | 3-5  |
| 8    | ブルガリア       | 3-5  |
| 9    | 中国             | 5-3  |
| 10   | ブラジル         | 5-3  |
| 11   | 韓国             | 5-3  |
| 12   | 日本             | 2-6  |
| 13   | イタリア         | 5-3  |
| 14   | セネガル         | 2-6  |
| 15   | ザイール         | 1-7  |
| 16   | マレーシア       | 0-8  |